# 王文彬 (1912年)
王文彬（1912年—1939年），江苏丰县人。中国共产党早期领导人。

## 生平
1932年考入江苏省苏州中学；1935年，考入北平师范大学。1936年6月，经林一山介绍，加入中国共产党。担任北京市学联常委兼宣传部长。1937年，任南京平津学生流亡同学会党团负责人。同年11月，赴苏北工作。历任中共徐州特委泌书、中共徐西北区委书记、苏鲁人民抗日义勇队二总队政治委员、中共苏鲁豫特委书记、中共苏鲁豫区党委统战部长。1939年6月，苏鲁豫地区抗日总动员委员会建立。王文彬在会上作了《关于进一步发动群众，扩大抗日救亡力量》的报告，被选为边区总动员委员会主要负责人。同年9月，王文彬等三百人被时任中共湖边地委组织部长王须仁等人以“托匪”的罪名杀害。1940年冬，山东分局根据中共中央的决定，在单县为王文彬等被错杀的烈士召开了追悼会。

## 相关
- 八路军苏鲁豫支队